# Пхали

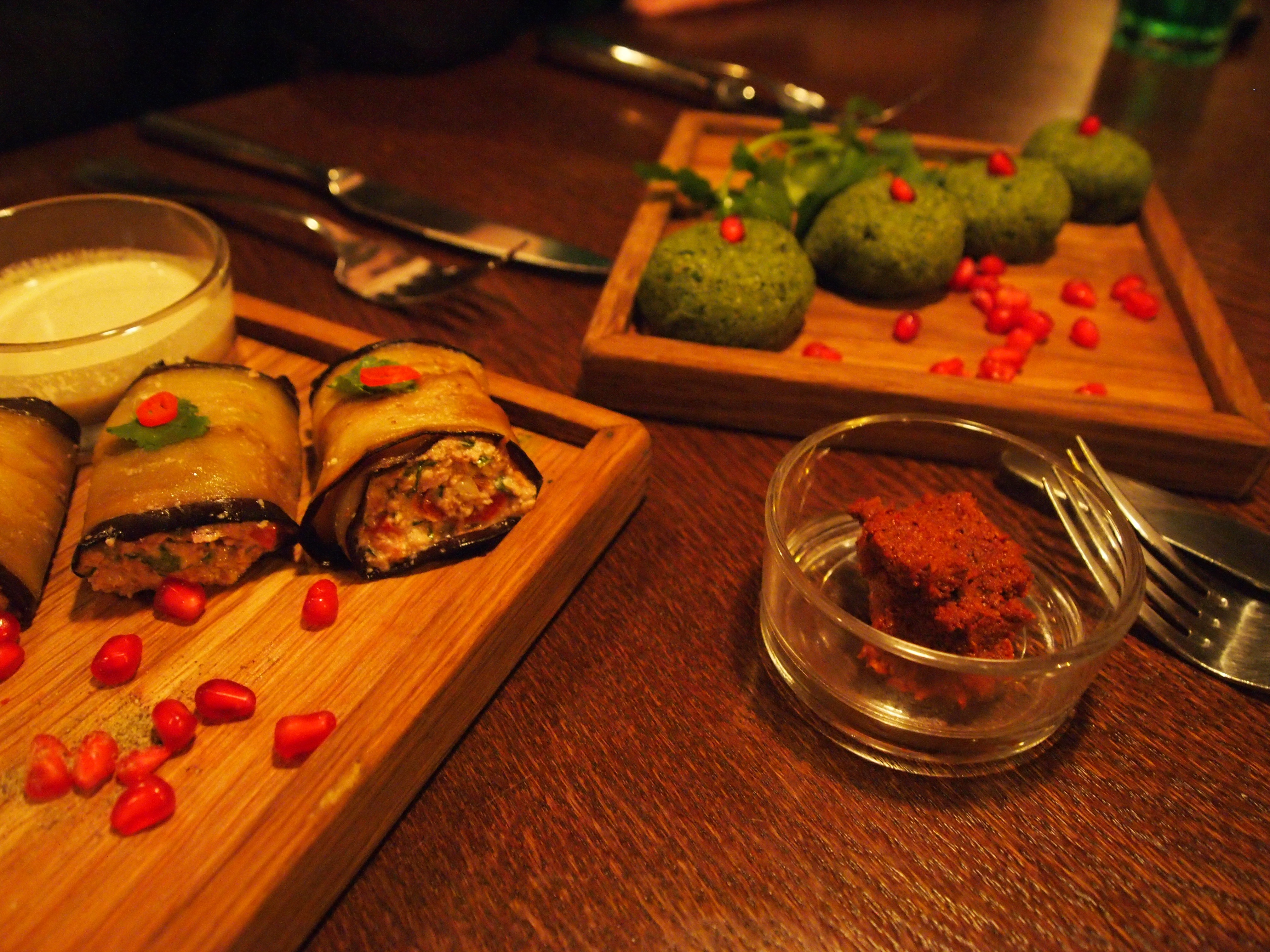
Бадриджани, пхали из шпината (зелёные шарики) и аджика

Пха́ли (иногда: мхали) (груз. ფხალი) — одно из популярнейших и доступных блюд грузинской кухни, в котором используется принцип вариативности («один рецепт — разные ингредиенты»).

## Приготовление

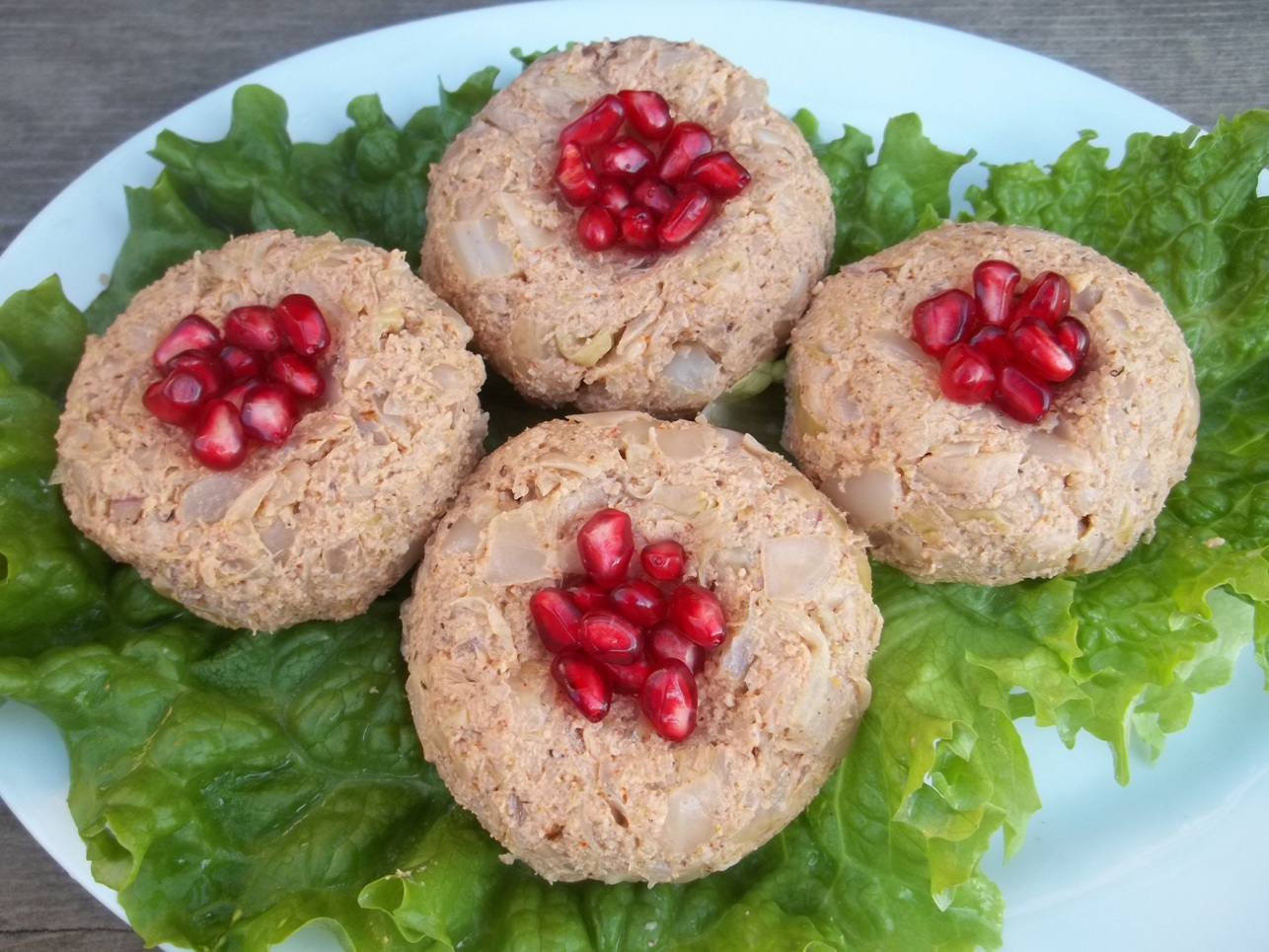
Капустные пхали

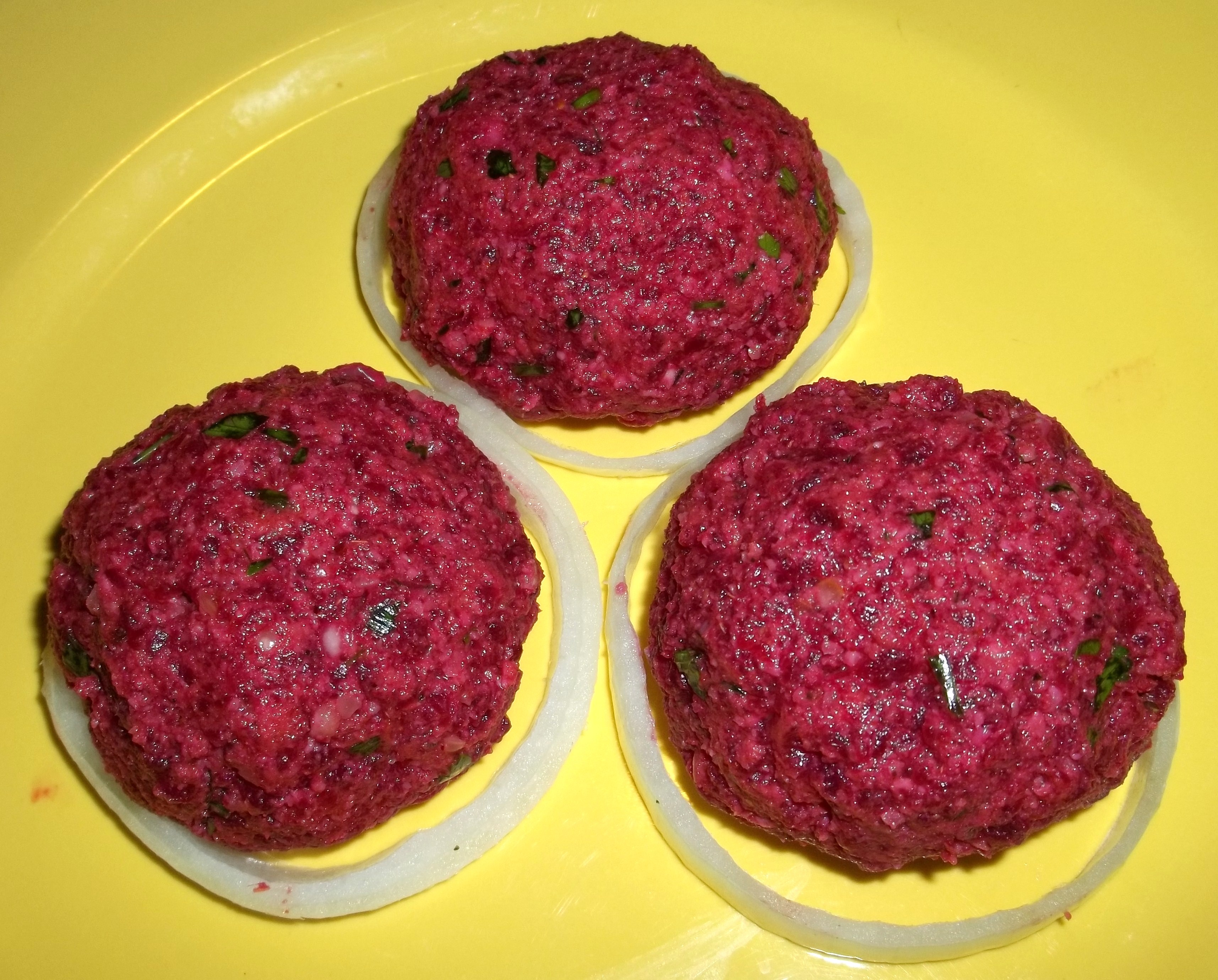
Свекольные пхали

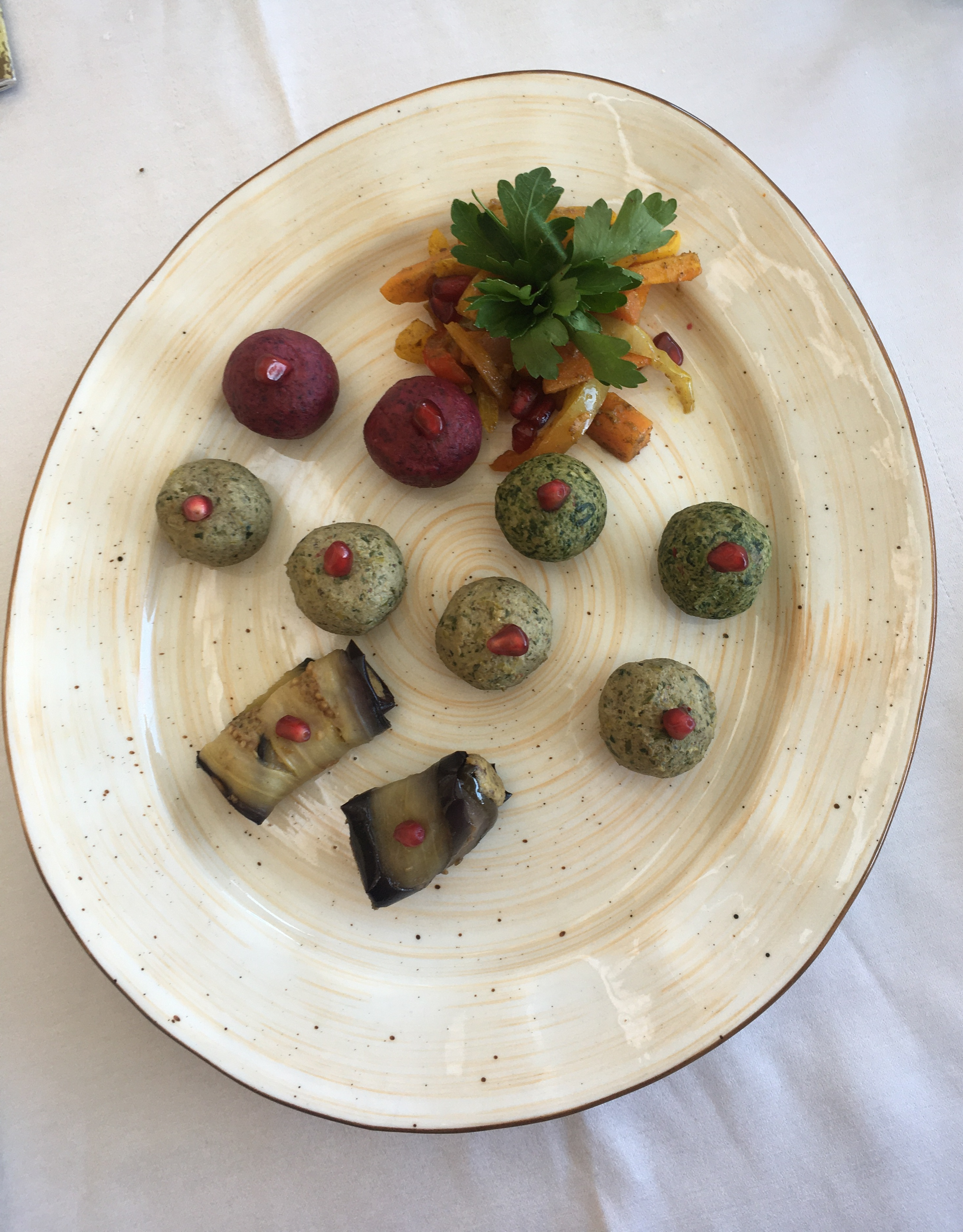
Пхали (ассорти)

Основа пхали — любой овощ или трава: листья крапивы, экала (дословно — колючка, известна как сассапариль); молодая ботва редиса, свёклы, цветной капусты; листовая свёкла, или мангольд, а также мясо, рыба или субпродукты.
Основной ингредиент мелко режется, отваривается, припускается, бланшируется или оставляется без тепловой обработки (например, травы, некоторые овощи). Заправляется пхали пряным соусом, изготовленным из грецких орехов, острого перца, чеснока, кинзы, репчатого лука, хмели-сунели, соли и винного уксуса.
Пхали подаётся в качестве закуски или гарнира к мясным блюдам. Минимальная тепловая обработка овощной и травяной основы позволяет сохранить почти все её витамины. Соус даёт возможность изменить в лучшую сторону вкусовые характеристики исходного продукта.
Пхали, сформированный горкой, подаётся в салатнике или на блюде или выложенным в виде «котлеток». Для праздничного стола из массы формируют небольшие шарики с углублениями, в которые помещают зёрна граната и наливают ореховое масло.

## Варианты
Распространён вариант пхали-ассорти из нескольких продуктов под одной ореховой заправкой — пхалиули. Таким образом приготовляется достаточно быстро несколько блюд, которые, к тому же, эффектно выглядят на столе.
В Гурии пхали, воспринятое из аджарской кухни, готовится с рисом. В районе Хевсурети пхалиули готовится из разных видов трав и заправляется чесноком, луком, специями и пряностями.
Всего известно более двухсот вариантов этого блюда.

## Названия
В середине XIX века в ресторанах Тифлиса название блюда ради многочисленных русских посетителей сменили на «мхали», так как исконное «пхали» воспринималось ими как неблагозвучное.